# برو إفلوشن سوكر 2011
برو إفلوشن سوكر 2011 هي لعبة فيديو لرياضة كرة القدم تم طرحها في الأسواق في شهر أكتوبر 2010 وأصلحت كونامي كل الأخطاء تقريباً في هذه اللعبة من الإصدارات الأخرى، وقد تم الإفراج عنها في بلاي ستيشن 3 وإكس بوكس 360 في 30 سبتمبر في الإتحاد الأوروبي و8 أكتوبر في المملكة المتحدة، وأفرج عن إصدارات وي، بلاي ستيشن 2 وبلاي ستيشن المحمولة في 28 أكتوبر 2010.
- تعتبر دوري أبطال أوروبا والدوري الأوروبي ميزة داخل اللعبة وللمرة الأولى سوف تكون هذه اللعبة مرخصة لها بشكل كامل كل من كأس ليبرتادوريس وكأس السوبر الأوروبي، وشهدت اللعبة عودة النجم الأرجنتيني ليونيل ميسي إلى غلاف اللعبة.

## الاستراتجية
أتاح العدد الكبير من الخيارات الموجودة في سلسلة PES الفرصة لها كي تكون نظام تمثيل مرن للواقع، مما أتاح للمستخدمين وضع بصماتهم الخاصة في كل مباراة. حيث قام فريق إنتاج PES بتبني نظام جديد بالكامل يعمل على آلية “سحب وترك” Drag and Drop يمكن استخدامه في أية أمور متعلقة بإدارة الفريق، إضافة إلى إجراء التبديلات على لاعبي الفريق وتغيير التشكيلات والخطط. كما تم إغناء هذه الإعدادات بمجموعة حركات خاصة Animation كي تتيح للمستخدم فهماً أفضل لما قام به من تغييرات.

## الفرق

### المنتخبات الوطنية
المنتخبات الوطنية المدرجة في القائمة يمكن ان تلعبها في اللعبة
| أوروبا - النمسا - بلجيكا - البوسنة والهرسك Fict. - بلغاريا - كرواتيا - جمهورية التشيك - الدنمارك - إنجلترا - فنلندا - فرنسا - ألمانيا - اليونان - المجر - جمهورية أيرلندا - إسرائيل - إيطاليا - الجبل الأسود Fict. - هولندا - أيرلندا الشمالية - النرويج - بولندا - البرتغال - رومانيا - روسيا - إسكتلندا - صربيا Fict. - سلوفاكيا Fict. - سلوفينيا - إسبانياHVF - السويد - سويسرا - تركيا - أوكرانيا Fict. - ويلز Fict. | أفريقيا - الجزائر New Fict. - أنغولا Fict. - الكاميرون - ساحل العاج - مصر - غانا - غينيا Fict. - مالي Fict. - المغرب Fict. - نيجيريا Fict. - جنوب إفريقيا - توغو Fict. - تونس Fict. الأمريكتين - كندا Fict. - كوستاريكا Fict. - هندوراس Fict. - المكسيك Fict. - ترينيداد وتوباغو Fict. - الولايات المتحدة Fict. - الأرجنتين - بوليفيا - البرازيل - تشيلي - كولومبيا - الإكوادور - باراغواي Fict. - بيرو - الأوروغواي - فنزويلا Fict. | آسيا/أوقيانيا - أستراليا - الهند - البحرين Fict. - الصين Fict. - إيران Fict. - العراق Fict. - اليابان - الكويت Fict. - كوريا الشمالية Fict. - عمان Fict. - قطر Fict. - السعودية Fict. - كوريا الجنوبية - سوريا Fict. - تايلاند Fict. - الإمارات العربية المتحدة Fict. - أوزبكستان Fict. - نيوزيلندا New Classic - إنجلترا Fict. - فرنسا Fict. - ألمانيا Fict. - إيطاليا Fict. - هولندا Fict. - الأرجنتين Fict. - البرازيل Fict. |

Notes